# Jundiaí Airport
Jundiaí Airport är en flygplats i Brasilien.   Den ligger i kommunen Jundiaí och delstaten São Paulo, i den sydöstra delen av landet, 800 km söder om huvudstaden Brasília. Jundiaí Airport ligger 748 meter över havet.
Terrängen runt Jundiaí Airport är platt norrut, men söderut är den kuperad. Terrängen runt Jundiaí Airport sluttar norrut. Runt Jundiaí Airport är det tätbefolkat, med 790 invånare per kvadratkilometer.. Närmaste större samhälle är Jundiaí, 6,1 km öster om Jundiaí Airport.
Runt Jundiaí Airport är det i huvudsak tätbebyggt.